# Teredinídeos
Teredinídeo (teredo) é um organismo que tem sido aceito como capaz de digerir celulose, um molusco bivalve que perfura a madeira. A celulase verdadeira foi encontrada no intestino do teredo e os extratos de intestino liberam açúcar da celulose, apesar de nenhuma bactéria ou protozoários que digerem celulose terem sido isolados do sistema digestório. Entretanto, a aparente ausência de microorganismos que digerem celulose não é prova de que eles não existem no animal vivo.